# Нова (Псковський район)
Нова (рос. Новая) — присілок в Псковському районі Псковської області Російської Федерації.
Населення становить 4 особи. Входить до складу муніципального утворення Писковицька волость.

## Історія
Від 2015 року входить до складу муніципального утворення Писковицька волость.

## Населення
| 2001 | 2002 | 2010 | 2012 |
| ---- | ---- | ---- | ---- |
| 32   | ↘11  | ↘5   | ↘4   |